# Arcoran (Gottheit)
Arcoran (auch Acoran) ist das höchste Wesen in der Mythologie der Ureinwohner von Gran Canaria.
Über die Ureinwohner ist wenig überliefert. Sie beteten mehrere Götter an und glaubten an ein höheres Wesen, das sie Arcoran nannten. Man errichtete Arcoran Tempel auf schwer zugänglichen Bergen, um ihm unverletzliches Asyl zu gewähren. Ihm wurde von einem (in weißen Leder gekleideten) Mädchen täglich Milchopfer dargebracht.
Auf der Insel Teneriffa trägt er den Namen Achamán.